# Jack Heslop-Harrison
John „Jack“ Heslop-Harrison (* 10. Februar 1920 in Middlesbrough; † 7. Mai 1998 in Leominster) war ein britischer Botaniker. Sein botanisches Kürzel ist Hesl.-Harr.f.

## Leben
John Heslop-Harrison war eines der drei Kinder des Botanikers John William Heslop-Harrison und seiner Frau Christian Henderson. Er besuchte das Gymnasium in Chester-le-Street und studierte Chemie, Physik und Botanik am King’s College in Newcastle-upon-Tyne (der späteren University of Newcastle upon Tyne). 1941 wurde er eingezogen und war zunächst Radartechniker auf den Orkneys, dann bei der Supreme Headquarters Allied Expeditionary Force mit der Bewertung deutscher technischer Neuerungen betraut.
Nach dem Krieg war er Dozent für landwirtschaftliche Botanik an der Universität Durham, 1946 wurde er Dozent an der Queen’s University of Belfast, wo er promoviert wurde und ab 1950 bei William Harold Pearsall (1891–1964) am University College London als Dozent. 1953 wurde er Reader für Taxonomie, ging 1954 wieder ans Queen’s College in Belfast und wurde 1960 Professor für Botanik an der University of Birmingham. 1967 wurde er Professor und Leiter des Instituts für Pflanzenentwicklung (Plant Development) an der University of Wisconsin–Madison.
Von 1970 bis 1976 war er Direktor des Royal Botanic Gardens (Kew). Da die britische Regierung nicht bereit war, das Institut ausreichend finanziell auszustatten, trat er zurück und wurde Royal Society Research Professor an der Aberystwyth University. 1985 wurde er emeritiert. Er war seit 1950 mit der Botanikerin Yolande Heslop-Harrison (geborene Massey) verheiratet, mit der er auch zusammenarbeitete.

## Auszeichnungen und Mitgliedschaften
Er war Fellow der Royal Society (1970), der American Academy of Arts and Sciences (1982), der National Academy of Sciences (1983) und assoziiertes Mitglied der Académie royale des Sciences, des Lettres et des Beaux-Arts de Belgique (1985). Er erhielt 1967 die Trail-Crisp Medal der Linnean Society, die Erdtman-Medaille für Palynologie 1971, 1976 die Darwin-Medaille (mit seiner Frau Yolande Massey), die Linné-Medaille 1976, die Keith Medal, die Navaschin-Medaille des Komarov-Instituts der Sowjetischen Akademie der Wissenschaften 1991 und die Royal Medal 1996. Er hielt 1974 die Croonian Lecture (über The physiology of the spore surface), 1975 wurde er zum Mitglied der Leopoldina gewählt. Er war Ehrendoktor der Universitäten Belfast, Bath, Edinburgh und Hull.

## Forschungen
Er forschte unter anderem über Ribosomale DNA und Selbstinkompatibilität bei Pflanzen. Die Royal Medal wurde ihm verliehen „… in Anerkennung seiner Pionierarbeit in der reproduktiven Pflanzenbiologie, besonders auf den Gebieten der Taxonomie und Ökologie, Physiologie der Gesamtpflanze, Entwicklung von subzellulären Systemen in somatischen und reproduktiven Zellen, Wechselwirkungen zwischen Pollen und Narbe und Acto/Myosin-Transportsysteme im Pollenschlauch.“ In der Laudatio für die Darwin-Medaille, die er mit seiner Frau Yolande erhielt, wurde angeführt In Anerkennung ihrer großen Beiträge zur Pflanzenphysiologie einschließlich grundlegender Studien zu fleischfressenden Pflanzen, von denen die beiden große Teile gemeinsam durchführten.

## Schriften
- Autobiografie: Teil 1. (PDF); Teil 2. (PDF); Teil 3. (PDF); ntlworld.com